# Chocolate … süß und tödlich!
Chocolate … süß und tödlich! (Thai: ช็อคโกแลต), auch bekannt als Fury, ist ein thailändischer Martial-Arts-Film aus dem Jahr 2008, in der Hauptrolle mit Yanin „Jeeja“ Vismistananda.

## Handlung
Seit ihrer Geburt leidet Zen an Autismus. Im Laufe der Zeit entwickelt sie jedoch außergewöhnliche Fähigkeiten in Muay Thai, nachdem sie mit ihrer Mutter Zin, der Frau des Yakuza-Bosses Masashi in die Nähe einer Kampfschule zieht.
Zin erkrankt an Krebs, hat aber kein Geld, die Chemotherapie zu bezahlen. Zen und ihr Freund Moom versuchen mit Auftritten als Trickartisten auf der Straße, das fehlende Geld zu beschaffen.
Eines Tages fällt ihnen Zins Notizbuch in die Hände, in denen Leute die Zin noch Geld schulden, aufgelistet sind. Zen entschließt sich, die Schulden einzutreiben und gerät in Konflikt mit dem Syndikat. Als man versucht, sie zu stoppen, räumt sie ordentlich auf. Unterstützung bekommt sie von ihrem Vater Masashi.
Nach ihrem Durchmarsch im Hauptquartier kehrt sie zu ihrer Mutter zurück, nur um sie tot vorzufinden. Am Ende bleibt sie bei ihrem Vater.

## Produktion
Der Star des Films Yanin Vismistananda wurde vom Filmregisseur Prachya Pinkaew 2003 beim Casting zu Born to Fight entdeckt.